# Христо Етрополски (фехтовач)
Вижте пояснителната страница за други личности с името Христо Етрополски.
Христо Михайлов Етрополски е български фехтовач. Има брат-близнак Васил, който също е фехтовач, както и по-голям брат Величко.
Занимава се с фехтовка в Националната школа по фехтовка от 1972 г. с треньор Николай Свечников. Преминава в школата на „Славия“.
Прави първия български пробив във фехтовката, като на състезание за световната купа през 1979 г. достига финала. Медалист от световните първенства през 1983 и 1985 г., съответно с бронзов и сребърен медал. Участва в олимпийските игри в Москва през 1980 г. (където се класира 5-и индивидуално и 8-и отборно), както и в олимпиадата в Сеул през 1988 г. (21-ви индивидуално и 8-и отборно).
Треньор е в чужбина (Чикаго, САЩ), както и на националния отбор по сабя до 1995 година.